# Неврологія

Магнітно-резонансна томографія — методика нейровізуалізації, яку часто застосовують у неврології.

Невроло́гія чи нейроло́гія — це спеціалізована галузь медицини, присвячена вивченню, діагностиці, профілактиці та лікуванню розладів нервової системи — неврологічних розладів. Неврологія охоплює всебічне розуміння мозку, спинного мозку, нервів і м’язів, зосереджуючись на їхніх складних функціях і складній взаємодії. 
Ця галузь досліджує широкий спектр станів, починаючи від таких захворювань, як головний біль, судоми та нейропатії, до більш складних і рідкісних розладів. Неврологи використовують передові методи нейровізуалізації, електрофізіологічні тести та клінічні оцінки для точної діагностики та розробки індивідуальних планів лікування для своїх пацієнтів.
Практика неврології часто передбачає мультидисциплінарний підхід, тісно співпрацюючи з іншими медичними спеціальностями, такими як нейрохірургія, психіатрія, нейрорадіологія та реабілітаційна медицина (нейрореабілітація), для надання комплексної допомоги. Досягнення в нейронауці та передових біомедичних технологіях постійно формують галузь, пропонуючи інноваційні методи лікування, включаючи медикаменти, нейромодуляцію та реабілітаційну терапію для лікування та покращення якості життя пацієнтів.

## Термінологія
Основні терміни, які використовуються в неврології:
- Парез — зниження рухової функції кінцівки; моноплегія — відсутність рухів в ураженій кінцівці; геміпарез — зниження рухів в кінцівках однієї половини тулуба; парапарез — зниження рухів в кінцівках; геміплегія — відсутність рухів в кінцівках на одній стороні тулуба; параплегія[1];— відсутність рухів в кінцівках верхньої чи нижньої половини тулуба. Афазія — порушення мови, акалькулія — порушення рахунку, аграфія — порушення письма, амнезія — порушення пам'яті.
- Головний біль — один з найчастіших симптомів захворювання ЦНС. Одна з причин головного болю — подразнення оболон головного мозку в результаті запалення, ішемії, набряку головного мозку.
- Запаморочення — короткочасна непритомність (до 5 хвилин) в результаті транзиторного порушення мозкового кровообігу. Цьому сприяє різкий психоемоційний подразник, перегрівання, падіння артеріального тиску. Кома — стійка непритомність, часто і порушення життєво важливих функцій на термін до 3-х тижнів. Причинами є важка черепно-мозкова травма, енцефаліт, гостре порушення мозкового кровообігу. Пацієнт потребує ретельного догляду, штучного годування, при глибокій комі — підтримання життєвих функцій.

## Взаємозв'язок з іншими дисциплінами
Неврологи лікують неврологічних пацієнтів консервативно, тоді як нейрохірурги здійснюють оперативне лікування травматичних, пухлинних, судинних та ін. ушкодження головного та спинного мозку, нервових сплетінь і стовбурів, та периферичних нервів.

## В Україні
Наказом МОЗ України від 22.02.2019р. № 446 «Деякі питання безперервного професійного розвитку лікарів», в Україні затверджено дві спеціальності: неврологія і дитяча неврологія.

### Журнали
Деякі з медичних та наукових журналів, що висвітлюють дослідження в неврології:
- Brain
- Neurology
- The Lancet: Neurology
- Annals of Neurology
- JAMA Neurology
- Experimental Neurology
- Nature Reviews: Neurology
- Developmental Medicine and Child Neurology
- Journal of the Neurological Sciences
- Journal of Comparative Neurology

| неврологічний молоточок | Це незавершена стаття з неврології. Ви можете допомогти проєкту, виправивши або дописавши її. |